# جک اررینگ
جک اررینگ (انگلیسی: Jack Earing؛ زادهٔ ۲۱ ژانویهٔ ۱۹۹۹) بازیکن فوتبال اهل بریتانیا است.
از باشگاه‌هایی که در آن بازی کرده‌است می‌توان به باشگاه فوتبال بولتون واندررز اشاره کرد.